# 比尼奇
49°19′30″N 23°42′18″E / 49.32500°N 23.70500°E
比尼奇（羅馬化：Biinychi）是烏克蘭的村落，位於該國西部利沃夫州，由德羅霍貝奇區負責管轄，始建於1650年，面積29平方公里，2001年人口281，人口密度每平方公里9.69人。